# Soignolles
Soignolles ist eine französische Gemeinde mit 116 Einwohnern (Stand: 1. Januar 2022) im Département Calvados in der Region Normandie; sie gehört zum Arrondissement Caen und zum Kanton Le Hom. Die Einwohner werden Soignollais genannt.

## Geographie
Soignolles liegt etwa 21 Kilometer südsüdöstlich von Caen. Umgeben wird Soignolles von den Nachbargemeinden Saint-Sylvain im Norden, Le Bû-sur-Rouvres im Nordosten und Osten, Maizières im Osten und Südosten, Rouvres im Südosten und Süden, Estrées-la-Campagne im Süden und Südwesten, Bretteville-le-Rabet im Westen sowie Cauvicourt im Nordwesten.

## Bevölkerungsentwicklung
| Jahr                       | 1962 | 1968 | 1975 | 1982 | 1990 | 1999 | 2006 | 2019 |
| Einwohner                  | 102  | 89   | 69   | 74   | 81   | 71   | 74   | 128  |
| Quellen: Cassini und INSEE |      |      |      |      |      |      |      |      |

## Sehenswürdigkeiten
- Kirche Saint-Denis aus dem 12./13. Jahrhundert, Umbauten aus dem 15. und 18. Jahrhundert, Monument historique seit 1928

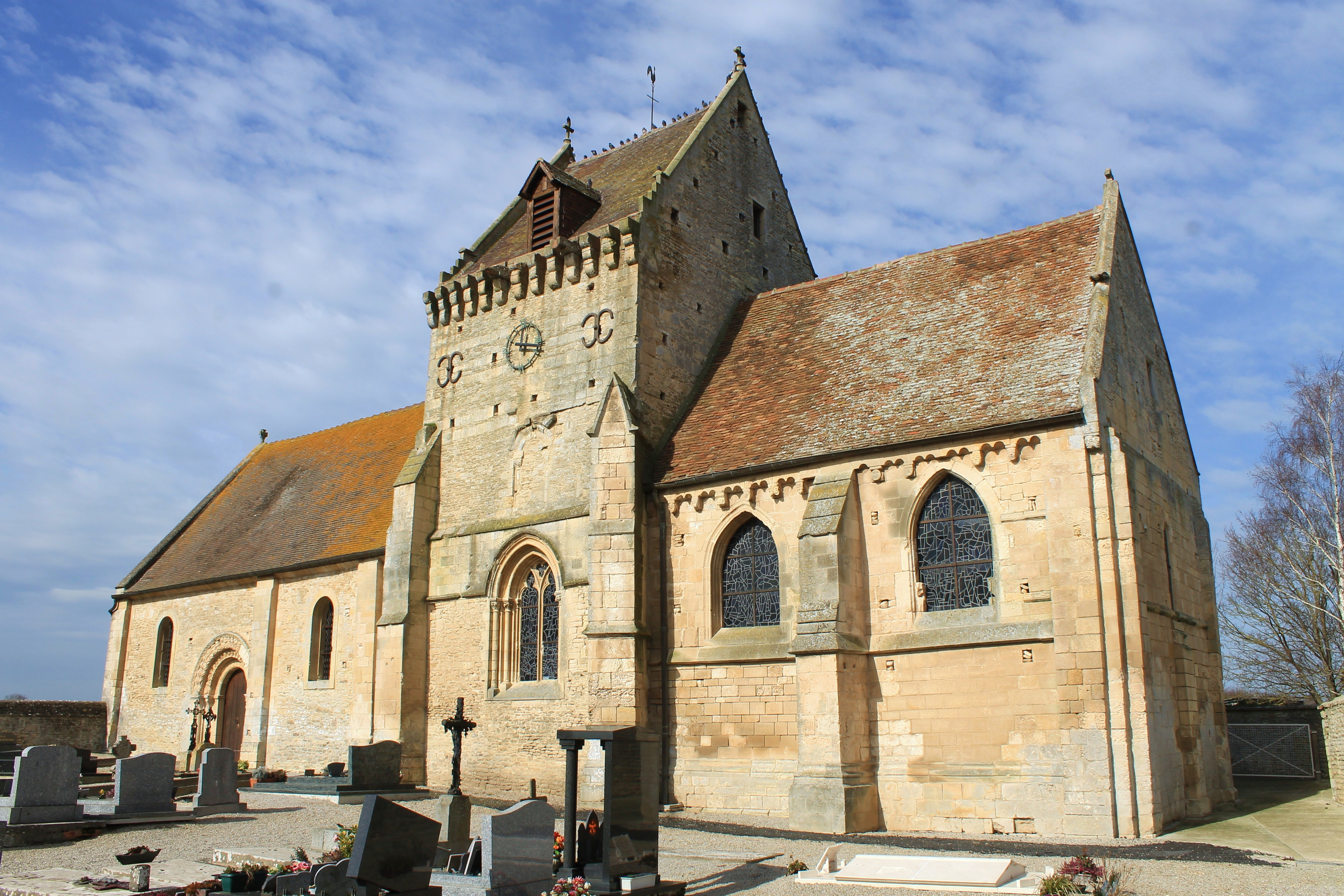
Kirche Saint-Denis